# Totempåle

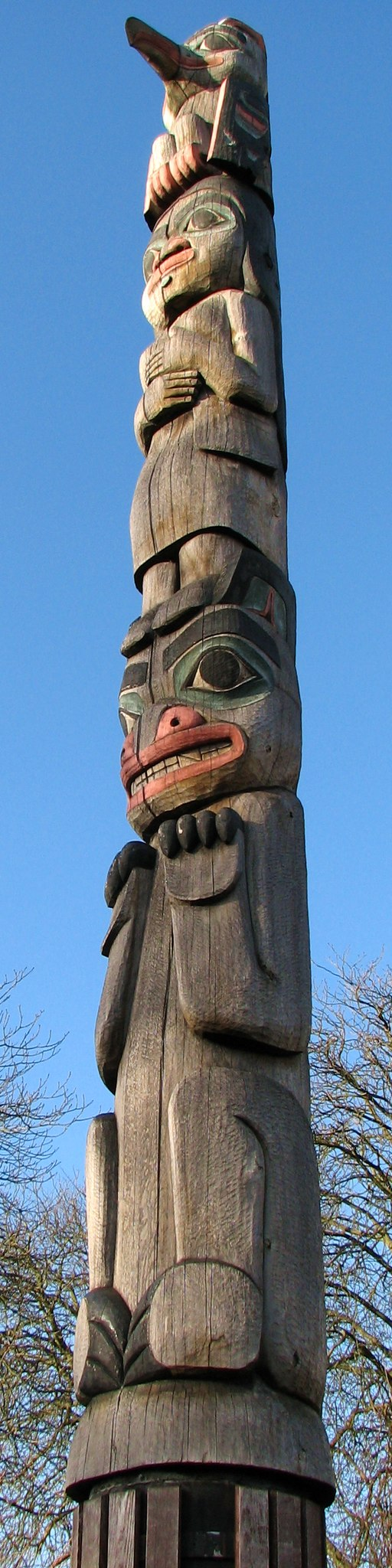
Totempåle av jättetuja, 6,1 meter hög, utanför Horniman Museum i London från 1985 och snidad av Nathan Jackson. Den kröns av en örn, vilken är emblemet för Nathan Jacksons huvudklan inom tlingitfolket. Under finns en flicka med en handväska och en grizzlybjörn, vilket återspeglar en sägen från USA:s nordvästkust om en flicka som gifte sig med en björn.

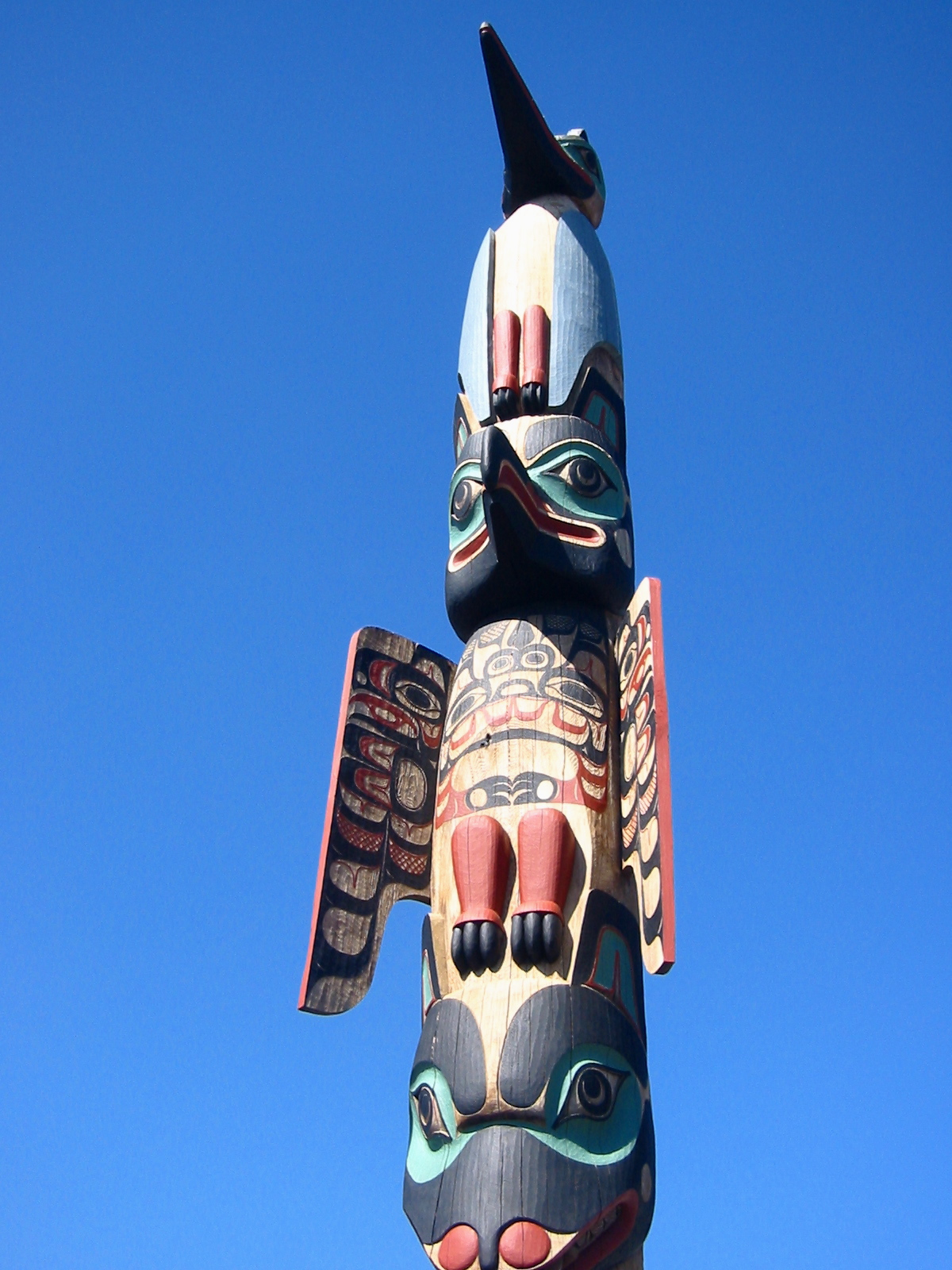
Totempåle från Ketchican i Alaska

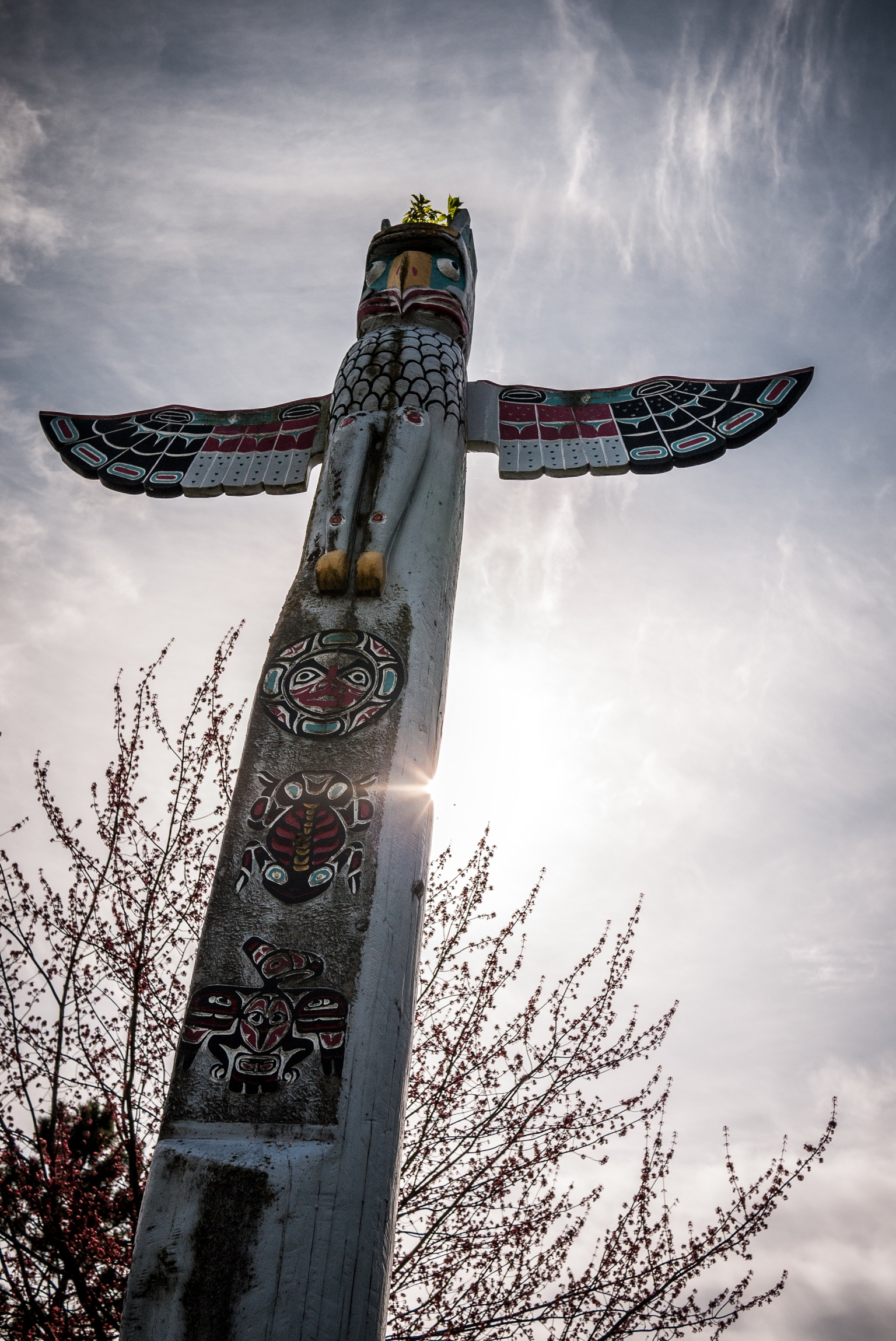
Tall morning i Vancouver.

En totempåle är en träpåle, ofta i cederträ, med utsnidade mytologiska figurer som förekommer hos ursprungsbefolkningen vid Nordamerikas nordvästkust. De vanligaste totempålarna restes på stränderna till minne av en avliden hövding. På pålen finns bland annat totemdjur från den dödes klan avbildade.
Liknande strukturer förekommer hos maorifolket på Nya Zeeland (pouwhenua) och hos ainufolket i Japan/Ryssland.